# Номенклатура (елит)
 Тази статия е за елита от партийни функционери в Съветския съюз и други социалистически държави.  За система за наименуване на обекти вижте Номенклатура.  
Номенклатурата е ограничен кръг от хора, обикновено елит от партийни функционери в Съветския съюз и други социалистически държави, които държат ключови държавни позиции във всички сфери на обществения живот: в правителството, икономиката, образованието и др. Членовете на номенклатурата могат да променят мястото си в йерархията, но е рядкост те да излязат от нея. По тази причина придобива гражданственост терминът „червена буржоазия“, с който се означава онази класа на привилегированите висши партийни членове и близките им, ползващи се с различни облаги, до които в тоталитарните комунистически режими останалите членове на обществото нямат достъп.
В изкуството тази социална прослойка намира своето отражение в известната карикатура на Илия Бешков „Червена буржоазия“.
Номенклатурата е устроена по различен начин, включително по-централизирана, в сравнение с управляващата класа в капиталистическия Запад, която комунистическата доктрина често осъжда. В книгата си Новата класа (на английски: The New Class: An Analysis of the Communist System) (Лондон, 1957) Милован Джилас нарича номенклатурата нова класа и твърди, че обикновените граждани я считат за бюрократичен елит, радващ се на специални привилегии, който е заместил по-ранните заможни капиталистически елити. Троцкистите предпочитат термина каста пред класа, тъй като според марксистката терминология номенклатурата не може да бъде определена като класа.
В системата на комунистическите тоталитарни режими номенклатурата на даден орган е съвкупността от длъжности, които той дава съгласие да се назначават, , избират ,контролират и освобождават. Така например в номенклатурата на Политбюро на ЦК на БКП влизат ръководителите на отдели в ЦК на БКП, секретарите на окръжните партийни комитети, членовете на Държавния съвет, министрите и заместник-министрите, ръководствата на Народното събрание и Върховния съд, главният прокурор, посланиците, генералите. В този смисъл членовете на Политбюро и Секретариат на ЦК на БКП, както и съюзниците им от висшето ръководство на БЗНС -казионен - Постоянното присъствие на БЗНС не са ничия номенклатура, а стоят над нея.

## Произход на термина
Терминът е взет от латинската дума номенклатура – списък на имена. В социалистическите държави той се отнася до два вида списъци, използвани от комунистическата партия: един, който съдържа списък с ключови функционални длъжности, на които биват назначавани изпълнители на партийните поръчения (известни още като партийни функционери) и втори – с потенциални кандидати, които могат да бъдат назначени на тези длъжности.